# آگاثیرسی‌ها
آگاثیرسی‌ها مردمی باستانی متعلق به فرهنگ سکایی بودند که در فلات ترانسیلوانیا، در منطقه ای که بعداً داچیا نامیده شد، زندگی می‌کردند. آگاثیرسی‌ها عمدتاً از روایات هرودوت از آنان در قرن پنجم قبل از میلاد شناخته شده‌اند.

## نام
نام Agathyrsi فرم لاتینی نام یونانی باستان Agathursoi (Αγαθυρσοι) است، که خود شکل یونانی شده یک نام سکایی بود که شکل اصلی آن معلوم نشده است.

## تاریخچه

### خاستگاه
ورود آگاثیرسی‌ها به اروپا بخشی از روند بزرگ‌تر حرکت عشایر ایرانی آسیای مرکزی به سمت غرب به سوی اروپای جنوب شرقی و مرکزی بود که از هزاره اول پیش از میلاد تا هزاره اول پس از میلاد ادامه یافت و بعدها دیگر عشایر ایرانی از جمله کیمریان، اسکیث‌ها، ساروماتی‌ها و سرمتیان در آن شرکت داشتند. سوابق باستان‌شناسی و تاریخی در مورد این مهاجرت‌ها اندک است.

## فرهنگ و جامعه

### مکان

#### در استپ پونتیک
از قرن نهم تا اواخر قرن هشتم یا اوایل قرن هفتم پیش از میلاد، آگاثیرسی‌ها بخش‌های شرقی استپ پونتیک در سواحل شمالی دریای آزوف را اشغال کردند.
همسایگان آگاثیرسی‌ها در شرق، در استپ قفقاز شمالی و نواحی استپی در شمال دریای خزر، کیمریان بودند که خود نیز به گروه عشایر ایرانی منشأ آسیای مرکزی متعلق به مجموعه چرنوگروفکا-نوووچرکاسک تعلق داشتند؛ بنابراین ارتباط نزدیکی با آگاثیرسی‌ها داشتند

#### در بالکان
در هنگامی که مورخ یونانی هرودوت آنها را توصیف کرد، در قرن پنجم قبل از میلاد، آگاثیرسی‌ها در منطقه ای زندگی می‌کردند که بعدها به نام داکیا شناخته شد و در حال حاضر به نام ترانسیلوانیا شناخته می‌شود، و همچنین در ناحیه کوه‌های کارپات و در شرق و شمال رودخانه دانوب که سرچشمه ماریس قرار داشت، یعنی در نواحی مربوط به مولداوی و اولتنیا کنونی و احتمالاً یکی از مردمانی بوده‌اند که همراه با اسکیث‌ها به دشت‌های والاشی و مولداوی دسترسی آزاد داشته‌اند.
همسایگان شرقی آگاثیرسی‌ها، اسکیث‌های پونتیک بودند، در حالی که همسایگان شمالی آنها نوری‌ها بودند که از قوم بالتیک بودند.